# August De Nolf
August De Nolf (Torhout, 14 maart 1880 - Roeselare, 16 mei 1970) was een Belgisch pater redemptorist en een schrijver van volksboeken over religieuze onderwerpen.

## Levensloop
August De Nolf trad in bij de Belgische redemptoristen en werd tot priester gewijd. Hij verbleef in verschillende huizen van zijn congregatie, het langst in Roeselare. Hij was er actief bij het houden van sermoenen, onder meer in de zogenaamde 'missiepreken'.
Hij publiceerde meer dan vijftig werken, waaronder heiligenlevens, devotieboekjes, gedichten en toneelwerk. Sommige van zijn werken (onder meer Heilige Godelieve van Vlaanderen) werden bijna een eeuw later nog herdrukt.

## Publicaties
- Heilige Godelieve van Vlaanderen, 1930
- Redder van het volk, 1931
- Onze Lieve Vrouw van Altijddurende Bijstand, 1932
- Chrysanten, poëzie, 1952
- Strijd, poëzie, 1953
- De Vredeskapel, poëzie, 1954
- Wereldkoningin, 1955

## Voetnoot
1. ↑  Herdruk van Heilige Godelieve van Vlaanderen.